# Мерцарио (команда Формулы-1)
Мерцарио (Merzario) — итальянская команда Формулы-1 и Формулы-2, выступавшая в конце 70-х годов. Гонщики этой команды участвовали в 39 Гран-при, очков им заработать не удалось.

## Формула-1

### 1977
Команда была основана в 1977 году Артуро Мерцарио, гонщиком, ранее выступавшим за «Феррари», «Уильямс» и «March». Харизматичный итальянец не смог найти себе место на будущий год в заводских командах, и решил основать свою. Для выступлений был приобретен болид March 761B. По утверждению некоторых источников, автомобиль представлял собой позапрошлогодний March 751, пользовался которым Витторио Брамбилла, а от модели 761B у него был только корпус. Мерцарио снабдил его стандартной для тех лет комбинацией из мотора «Cosworth» и коробки передач «Hewland», выкрасил болид в ярко-красный цвет и начал выступления.
На первом для команды этапе в Испании удалось квалифицироваться на 21-м месте, в секунде позади заводского «Марча», но до финиша добраться не удалось. В Монако почти удалось попасть на старт, не хватило менее секунды в квалификации. Наконец, на Гран-при Бельгии он всё же смог добраться до финиша на далёком 14-м месте. Как показало время, это было лучшее выступление для команды как в этом, так и в последующих сезонах. Ближе к концу чемпионата 1977 года результаты стали портиться, и на Гран-при Италии Мерцарио объявил о прекращении выступлений до начала следующего сезона, который он планировал провести на шасси собственной конструкции.

### 1978
На первом этапе в Аргентине команда продемонстрировала слегка горбатое шасси A1, как идейно, так и конструктивно основанное на всё той же модели 761B. База команды размещалась недалеко от Милана, менеджером же стал Джанфранко Палаццоли. Спонсором стала табачная компания «Мальборо».
Опора на проверенную конструкцию сослужила команде неплохую службу. Мерцарио квалифицировался 20-м, опередив Дидье Пирони, и держался на этом месте, пока не сошёл. Однако в дальнейшем часто на старт пробиться не удавалось, причём иногда для прохождения сита квалификации не хватало буквально сотых долей секунды. В Бразилии Мерцарио вообще показал одинаковое до сотых время с Киганом из «Surtees», но на старт всё равно не попал, так как англичанин показал своё время раньше. В тех же гонках, где на старт пройти удавалось, подводила какая-нибудь техническая неисправность.
Первый и единственный раз финишировать за весь сезон удалось только на восьмом этапе в Швеции, но отставание было слишком большим и автомобиль в финишную классификацию не попал.
Неудачи не расстраивали команду, и к этапу во Франции болид был переделан и получил наименование A1B. Особого улучшения это не принесло. В Австрию же команда привезла второй экземпляр шасси с индексом A1, но если первый болид был полностью новой конструкцией, основанной на старых разработках, то второй оказался снова всё тем же старым проверенным болидом 761B с переделанной аэродинамикой и некоторыми новыми деталями. Несмотря на практически четырёхлетний возраст, он позволял достигнуть лучших результатов. На этапе в Италии Мерцарио использовал именно его, а на первом шасси команда единственный раз в истории выставила второго пилота. Им стал Альберто Коломбо, ранее отметившийся двумя непройденными квалификациями за команду «ATS». На этот раз ему не удалось пройти даже предквалификацию.
Таким образом, за сезон из шестнадцати гонок команде удалось стартовать только в восьми. Тем не менее, на следующий сезон команда собиралась подготовить очередные новинки.

### 1979
На первые три этапа нового сезона команда выставила старое шасси (то есть фактически все тот же March 761B). Болид, поименованный индексом A2, получил полностью переделанный корпус несколько угловатой формы, покрашенный в чёрные и жёлтые цвета. На первом этапе в Аргентине Мерцарио смог квалифицироваться на неплохом 22-м месте, впереди Лауды и Арну, но вылетел и серьёзно повредил нос болида, пытаясь избежать стартового завала. На втором и третьем этапах квалификацию преодолеть не удалось. Но уже к середине марта, к внезачётной «Гонке чемпионов» в Брэндс-Хэтч команда подготовила новый болид, оснащённый граунд-эффектом. Собственно, из-за ограниченности бюджета новым был только корпус, а конструктивно это снова было старое шасси A1, которое команда использовала в первой половине предыдущего сезона. Эта конструкция получила индекс A3.
«Гонка Чемпионов» была отложена на месяц из-за снега, и Мерцарио решил перед поездкой в США побольше потестировать машину на трассе во Фьорано, после чего в очередной раз обнаружилось множество проблем. Для начала, машина оказалась аж на 30 килограммов тяжелее предыдущей, из-за того что в целях экономии средств была сделана из стали и алюминия, вместо титана и магния. Граунд-эффект не был реализован должным образом, в основном из-за устарелости самого шасси. Несмотря на кучу проблем в квалификации в Лонг-Бич, в их числе сломанный мотор, утечка масла и целиком развалившаяся подвеска, Артуро смог пробиться на старт. В гонке он из соображений безопасности использовал A1B, но на 13 круге его снова подвёл мотор.
Этапы в Испании и Бельгии команда снова провела на грани прохождения квалификации, причём в Зольдере Артуро на тренировке проехал множество кругов, в конце концов перестарался, вылетел и сломал кисть руки.
К следующему этапу в Монако от выступлений отказалась команда «Kauhsen». Несмотря на то что результаты у них были ещё хуже чем у Мерцарио, Арт решил воспользоваться моментом и купил их имущество на запчасти, а заодно прихватил ещё и пилота на замену себе — Джанфранко Бранкателли. Как и следовало ожидать, успеха неопытный итальянец не добился, не пройдя даже предквалификации.
К этапу во Франции Мерцарио выздоровел, но квалификацию не прошёл. В Сильверстоуне команда продемонстрировала весьма странное решение: под названием Мерцарио A4 они выставили недавно купленный Kauhsen WK 004, переделанный с помощью Джанпаоло Даллары. Цель этого действия не вполне ясна, поскольку «Каузен» выступал значительно слабее собственных болидов Мерцарио, не говоря уже о других участниках, и усилия даже такого мастера как Даллара здесь помочь не могли. В дальнейшем данному болиду квалифицироваться так и не удалось. В конце сезона Арту все же удалось выйти на старт гонки и даже финишировать, но это была внезачётная гонка в Имоле, и финишировал он последним. К началу следующего гоночного сезона из-за недостатка финансирования команда отказалась от разработки нового болида A5 и переквалифицировалась на выступления в Формуле-2.

## Результаты гонок в Формуле-1
| Легенда к таблице |                                                                    |
| --- | ------------------------------------------------------------------ |
| В таблице перечислены результаты всех Гран-при Формулы-1, в которых принимала участие команда. Строками таблицы являются сезоны, столбцами — этапы чемпионата мира. В каждой клетке указаны сокращённое название этапа и результаты гонщиков команды, дополнительно обозначенные цветом. Расшифровка обозначений и цветов представлена в нижеследующей таблице. |                                                                    |
| \| Пример \| Описание \| \| ------------ \| ------------------------------------------------------------------ \| \| 1 \| Победитель \| \| 2 \| Второе место \| \| 3 \| Третье место \| \| 5 \| Финишировал, заработав очки \| \| Сход \| Не финишировал, но при этом заработал очки \| \| 12 \| Финишировал, не получив очков \| \| НКЛ \| Финишировал, но не попал в финальную классификацию \| \| 15 \| Участвовал вне зачёта, либо по отдельной классификации \| \| 18 \| Не финишировал, но попал в финальную классификацию \| \| Сход \| Не финишировал \| \| НКВ \| Не прошёл квалификацию \| \| НПКВ \| Не прошёл предквалификацию \| \| ДСК \| Дисквалифицирован \| \| ИСК \| Исключён из протокола соревнований \| \| ТТ \| Заявлен для участия только в тренировках \| \| НС \| Участвовал в квалификации, но не стартовал в гонке \| \| Т \| Травмирован или болен \| \| ОТК \| Отказ от участия \| \| НТР \| Прибыл на соревнования, но на трассу не выезжал \| \| НПР \| Был заявлен в числе участников, но не прибыл к началу соревнований \| \| О \| Соревнования отменены \| \| \| Не участвовал \| \| Поул-позиция \| \| \| Быстрый круг \| \| |                                                                    |
| Пример | Описание                                                           |
| 1 | Победитель                                                         |
| 2 | Второе место                                                       |
| 3 | Третье место                                                       |
| 5 | Финишировал, заработав очки                                        |
| Сход | Не финишировал, но при этом заработал очки                         |
| 12 | Финишировал, не получив очков                                      |
| НКЛ | Финишировал, но не попал в финальную классификацию                 |
| 15 | Участвовал вне зачёта, либо по отдельной классификации             |
| 18 | Не финишировал, но попал в финальную классификацию                 |
| Сход | Не финишировал                                                     |
| НКВ | Не прошёл квалификацию                                             |
| НПКВ | Не прошёл предквалификацию                                         |
| ДСК | Дисквалифицирован                                                  |
| ИСК | Исключён из протокола соревнований                                 |
| ТТ | Заявлен для участия только в тренировках                           |
| НС | Участвовал в квалификации, но не стартовал в гонке                 |
| Т | Травмирован или болен                                              |
| ОТК | Отказ от участия                                                   |
| НТР | Прибыл на соревнования, но на трассу не выезжал                    |
| НПР | Был заявлен в числе участников, но не прибыл к началу соревнований |
| О | Соревнования отменены                                              |
| | Не участвовал                                                      |
| Поул-позиция |                                                                    |
| Быстрый круг |                                                                    |

| Год  | Шасси      | Двигатель       | Пилоты                 | 1    | 2   | 3    | 4    | 5    | 6    | 7    | 8   | 9    | 10   | 11  | 12   | 13   | 14   | 15   | 16  | 17  | Место | Очки |
| ---- | ---------- | --------------- | ---------------------- | ---- | --- | ---- | ---- | ---- | ---- | ---- | --- | ---- | ---- | --- | ---- | ---- | ---- | ---- | --- | --- | ----- | ---- |
| 1977 | March 761B | Cosworth DFV V8 |                        | АРГ  | БРА | ЮАР  | СШЗ  | ИСП  | МОН  | БЕЛ  | ШВЕ | ФРА  | ВЕЛ  | ГЕР | АВТ  | НИД  | ИТА  | США  | КАН | ЯПО | -     | 0    |
| 1977 | March 761B | Cosworth DFV V8 | Артуро Мерцарио        |      |     |      |      | Сход | НКВ  | 14   |     | Сход | Сход | НКВ | Сход | НКВ  |      |      |     |     | -     | 0    |
| 1978 | A1 A1B     | Cosworth DFV V8 |                        | АРГ  | БРА | ЮАР  | СШЗ  | МОН  | БЕЛ  | ИСП  | ШВЕ | ФРА  | ВЕЛ  | ГЕР | АВТ  | НИД  | ИТА  | США  | КАН |     | -     | 0    |
| 1978 | A1 A1B     | Cosworth DFV V8 | Артуро Мерцарио        | Сход | НКВ | Сход | Сход | НПКВ | НПКВ | НКВ  | НКЛ | НКВ  | Сход | НКВ | НКВ  | Сход | Сход | Сход | НКВ |     | -     | 0    |
| 1978 | A1 A1B     | Cosworth DFV V8 | Альберто Коломбо       |      |     |      |      |      |      |      |     |      |      |     |      |      | НПКВ |      |     |     | -     | 0    |
| 1979 | A2 A3 A4   | Cosworth DFV V8 |                        | АРГ  | БРА | ЮАР  | СШЗ  | ИСП  | БЕЛ  | МОН  | ФРА | ВЕЛ  | ГЕР  | АВТ | НИД  | ИТА  | КАН  | США  |     |     | -     | 0    |
| 1979 | A2 A3 A4   | Cosworth DFV V8 | Артуро Мерцарио        | НС   | НКВ | НКВ  | Сход | НКВ  | НКВ  | Т    | НКВ | НКВ  | НКВ  | НКВ | НКВ  | НКВ  | НКВ  | НКВ  |     |     | -     | 0    |
| 1979 | A2 A3 A4   | Cosworth DFV V8 | Джанфранко Бранкателли |      |     |      |      |      |      | НПКВ |     |      |      |     |      |      |      |      |     |     | -     | 0    |